# Невинаць
45°49′ пн. ш. 16°54′ сх. д. / 45.81° пн. ш. 16.90° сх. д.
Невинаць (хорв. Nevinac) — населений пункт у Хорватії, у Б'єловарсько-Білогорській жупанії у складі громади Нова Рача.

## Населення
Населення за даними перепису 2011 року становило 203 осіб.
Динаміка чисельності населення поселення: